# 送花

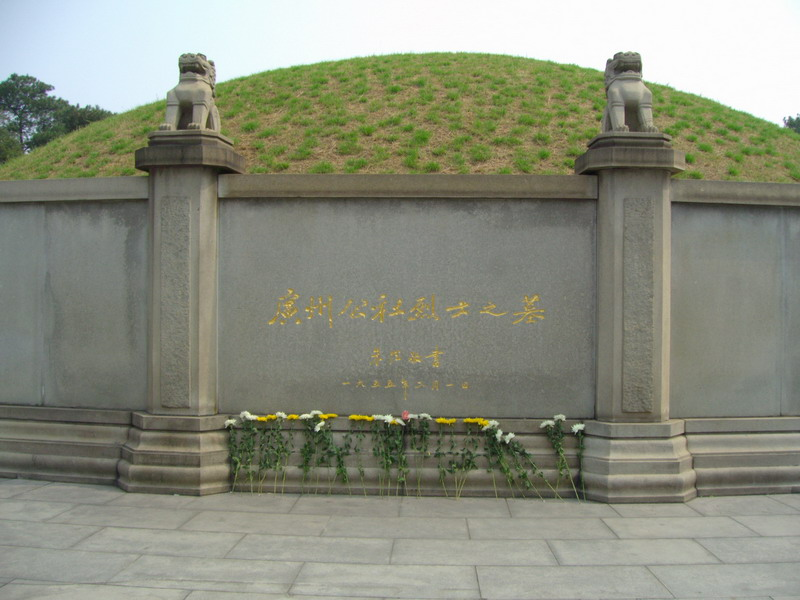
向逝者献花是表达哀思的一种方式

送花，又名献花，是人類社會的社交活動及儀式，給敬愛的人示好。 受者可能是祖先、神祇、來賓、戀人、名人、藝人、生日者等。 
送花的禮節在春秋戰國時期已經存在，宋代史繩祖《學齋佔畢》引劉向《說苑》載越國使者諸發，執一枝梅贈梁王，所謂「折梅遣使始此矣。」盛弘之《荊州記》云：「陸凱與范曄相善，自江南寄梅花一枝，詣長安，予曄，並贈花詩曰：『折花逢驛使，寄予隴頭人。江南無所有，聊贈一枝香』。」
送花可以分為代客服務，或者一條龍顧客買花之後自己親自處理。 前者即是付款委託花店代客送花，跨境及互聯網服務也有。

## 種類
- 花牌、花籃、花圈
- 花束
- 盆栽
- 果籃